# Herzberg (Spessart)
Der Herzberg ist ein 427 m ü. NHN hoher Berg im Spessart im bayerischen Landkreis Aschaffenburg in Deutschland.

## Geographie
Der Herzberg liegt im ehemaligen gemeindefreien Gebiet Huckelheimer Wald zwischen Westerngrund und Kleinkahl. Er wird im Norden durch das Tal des Querbaches begrenzt. Südwestlich des Gipfels liegt der Herzborn, die Quelle des Herzbaches. Sein Tal zieht sich in südwestliche Richtung nach Oberwestern. Im Nordosten schließt sich an den Herzberg der Menschenkopf (465 m) an.